# Jenny Lynn
Jenny Lynn (Petaluma, 22 gennaio 1972 – 19 luglio 2021) è stata una culturista statunitense.
Ha iniziato la sua carriera nel culturismo professionistico nel 2000, per poi specializzarsi nella disciplina del figure quando questa categoria è stata istituita nel 2003.
Ha vinto il titolo di Figure Olympia nel 2006 e nel 2007.
Jenny Lynn si è ritirata dal professionismo dopo il IFBB Figure Olympia 2009.

## Cronologia delle competizioni
- 2002 IFBB Arnold Classic And Internationals - 12ª
- 2002 IFBB New York Pro Fitness - 5ª
- 2002 IFBB Pittsburgh Pro Fitness - 7ª
- 2002 IFBB GNC Show Of Strength - 5ª
- 2003 IFBB Figure International - 1ª
- 2003 IFBB Night of Champions, Figure - 2ª
- 2003 IFBB Figure Olympia - 3ª
- 2003 IFBB Pittsburgh Pro Figure, Figure - 1ª
- 2003 IFBB Show of Strength Pro Championship, Figure - 1ª
- 2004 IFBB Figure International - 1ª
- 2004 IFBB Figure Olympia - 2ª
- 2004 IFBB Show of Strength Pro Championship, Figure - 1ª
- 2005 IFBB Figure International - 1ª
- 2005 IFBB Figure Olympia - 2ª
- 2005 IFBB Sacramento Pro Championships, Figure - 1ª
- 2005 IFBB San Francisco Pro Championships, Figure - 1ª
- 2006 IFBB Colorado Pro Championships, Figure - 2ª
- 2006 IFBB Pittsburgh Pro Figure, Figure - 1ª
- 2006 IFBB Figure Olympia - 1ª
- 2007 IFBB Figure Olympia - 1ª
- 2008 IFBB Figure Olympia - 4ª
- 2009 IFBB Jacksonville Pro - 3ª
- 2009 IFBB Europa - 1ª
- 2009 IFBB Figure Olympia - 7ª